# Amphoe Mae Fa Luang

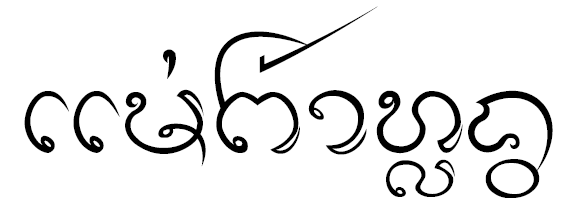
Mae Fa Luang in Lan-Na-Schrift

Amphoe Mae Fa Luang (in Thai: อำเภอ แม่ฟ้าหลวง, Aussprache: ʔāmpʰɤ̄ː mɛ̂ː fáː lǔaŋ) ist ein Landkreis (Amphoe – Verwaltungs-Distrikt) im Norden der Provinz Chiang Rai. Die Provinz Chiang Rai liegt im äußersten Norden der Nordregion von Thailand.

## Geographie
Benachbarte Landkreise (von Nordosten im Uhrzeigersinn): die Amphoe Mae Sai, Mae Chan und Mueang Chiang Rai der Provinz Chiang Rai, sowie Mae Ai der Provinz Chiang Mai. Im Nordwesten liegt der Shan-Staat von Myanmar.

## Geschichte
Das Gebiet des heutigen Mae Fa Luang wurde am 1. April 1992 als „Zweigkreis“ (King Amphoe) gegründet, bestehend aus den drei Tambon Thoet Thai, Mae Salong Nai und Mae Salong Nok, die von dem Landkreis Mae Chan abgespalten wurden. Die vierte Kommune Mae Fa Luang wurde im Jahr 1996 gegründet. Am 5. Dezember 1996 erhielt der Kreis Mae Fa Luang den vollen Amphoe-Status.

## Etymologie
Der Name des Kreises stammt von der Königsmutter Srinagarindra, die von dem Bergvolk der Region Mae Fa Luang genannt wurde.

## Verwaltung

### Provinzverwaltung
Der Landkreis Mae Fa Luang ist in vier Tambon („Unterbezirke“ oder „Gemeinden“) eingeteilt, die sich weiter in 77 Muban („Dörfer“) unterteilen.
| Nr. | Name           | Thai      | Muban | Einw.  |
| --- | -------------- | --------- | ----- | ------ |
| 01. | Thoet Thai     | เทอดไทย   | 18    | 20.837 |
| 02. | Mae Salong Nai | แม่สลองใน  | 27    | 24.425 |
| 03. | Mae Salong Nok | แม่สลองนอก | 13    | 13.331 |
| 04. | Mae Fa Luang   | แม่ฟ้าหลวง  | 19    | 11.233 |

### Lokalverwaltung
Es gibt keine Städte (Thesaban) im Landkreis.
Im Landkreis gibt es vier „Tambon-Verwaltungsorganisationen“ (องค์การบริหารส่วนตำบล – Tambon Administrative Organizations, TAO)
- Thoet Thai (Thai: องค์การบริหารส่วนตำบลเทอดไทย) bestehend aus dem kompletten Tambon Thoet Thai.
- Mae Salong Nai (Thai: องค์การบริหารส่วนตำบลแม่สลองใน) bestehend aus dem kompletten Tambon Mae Salong Nai.
- Mae Salong Nok (Thai: องค์การบริหารส่วนตำบลแม่สลองนอก) bestehend aus dem kompletten Tambon Mae Salong Nok.
- Mae Fa Luang (Thai: องค์การบริหารส่วนตำบลแม่ฟ้าหลวง) bestehend aus dem kompletten Tambon Mae Fa Luang.